# Алщет
Алщет (на немски: Allstedt) е град в Саксония-Анхалт, Германия, със 7985 жители (31 декември 2015).
Йохан Волфганг фон Гьоте между 1776 и 1802 г. често е по държавни дела в дворец Алщет.
- Кметството Алщет